# ČSD E 469.3 sorozat
A ČSD E 469.3 sorozat (1988 után: ČD 123 sorozat) egy Bo'Bo' tengelyelrendezésű villamosmozdony-sorozat. 1971-ben gyártotta a Škoda. Összesen 29 db épült a sorozatból.